# Dieter Reiter
Pour les articles homonymes, voir Reiter.
Dieter Reiter, né le 19 mai 1958 à Rain, en Souabe (Allemagne), est un homme politique allemand.
Dieter Reiter est membre du Parti social-démocrate et actuel maire de Munich, la capitale de l'État de Bavière.

## Autres activités
- Stadtwerke München (SWM) : président de droit du conseil de surveillance
- Aéroport de Munich : membre de droit du conseil de surveillance
- Messe München :  membre de droit du conseil de surveillance
- Université Ludwig Maximilian de Munich : membre du conseil d'administration[2]
- Technische Universität München : membre du conseil d'administration
- Deutsches Museum : membre du conseil d'administration
- Ifo Institut für Wirtschaftsforschung (Institut de recherche économique Ifo) : membre du conseil d'administration[3]
- Vereinte Dienstleistungsgewerkschaft (ver.di) : membre

## Prises de position
Conjointement avec l'orchestre philharmonique de Munich, Dieter Reiter demande à Valery Gergiev « un signe clair de distanciation vis-à-vis des attaques contre l’Ukraine, contraires au droit international » avant le 28 février faute de quoi il sera mis fin à la relation contractuelle entre le chef russe proche de Vladimir Poutine et l'orchestre munichois.